# Colias philodice
Colias philodice — дневная бабочка из рода желтушки (Colias) в составе семейства белянок.

## Описание

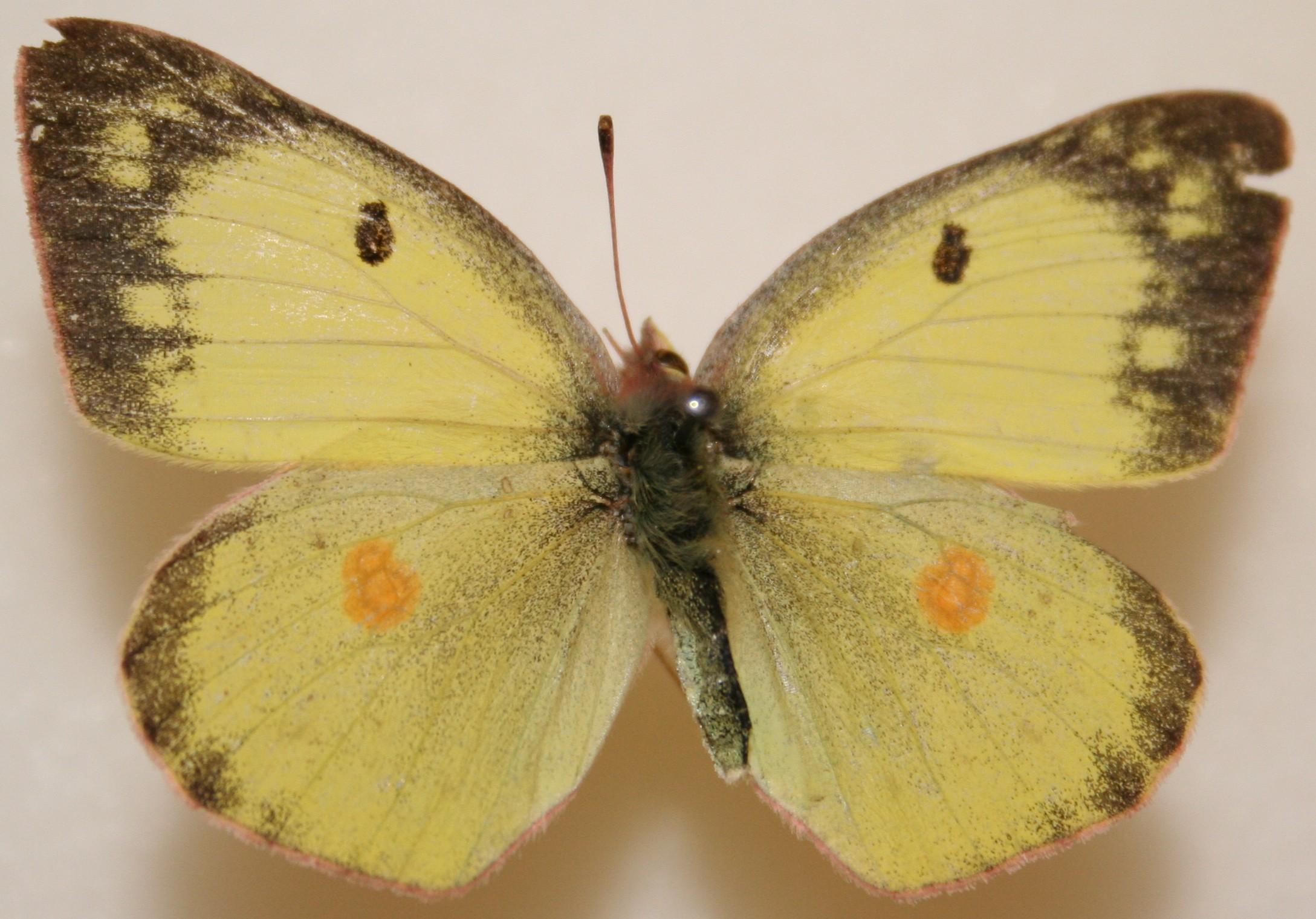
Самка

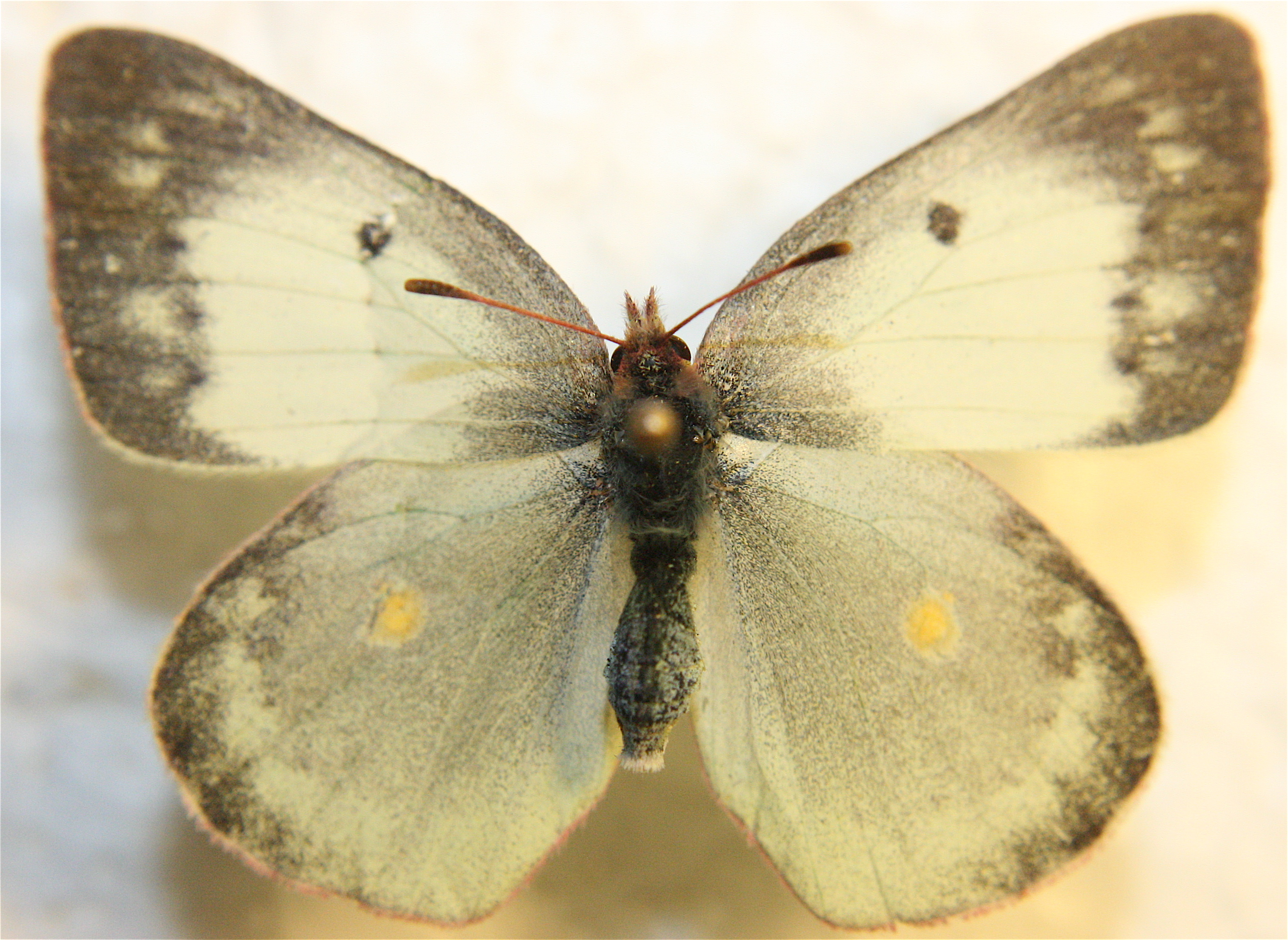
Самка, белая форма

Длина переднего крыла — 22—31 мм. Размах крыльев — 32—54 мм. Окраска верхней стороны крыльев у самцов жёлтая, с чёрной каймой. Окраска крыльев самки белёсая или белёсо-желтоватая с серо-чёрной каймой, не разделённой светлыми пятнами. На задних крыльях сверху имеется одинарное дисковидное пятно.

## Ареал

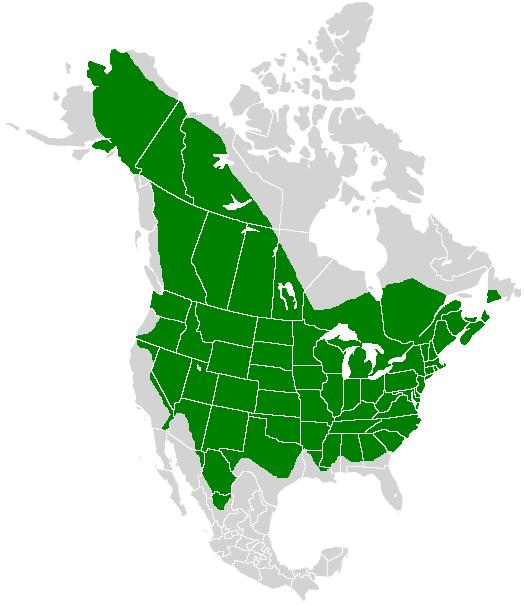
Ареал

Ареал вида охватывает практически всю Северную Америку, на севере за исключением Лабрадора, Нунавута и северного Квебека. Встречается на лугах, полях клевера и люцерны, обочинах дорог, подальпиские долины, прерии. Встречается в антропогенных ландшафтах, пригородах и сельскохозяйственных районах.

## Подвиды
- Colias philodice eriphyle (W. H. Edwards, 1876) — Британская Колумбия
- Colias philodice vitabunda (Hovanitz, 1943) — Аляска
- Colias philodice guatemalena (Staudinger)
- Colias philodice philodice (Godart, 1819)

## Биология
Самцы часто образуют скопления около влажных мест на земле, на грязи, по краям луж и т. п. Время лёта с мая по конец октября, в Ньюфаундленде — июль—август.
Самки откладывают яйца (удлиненной формы, с суженными концами и продольными ребрами) одиночно у основания листьев кормовых растений гусениц из семейства бобовых: Asclepias sp., Buddleja sp., Dracopis, Echinacea, Rudbeckia, Medicago sativa, Taraxacum sp., Trifolium sp., Verbena bonariensis и другие. Сперва яйца сливочного цвета, через пару дней краснеют, а затем приобретают серый цвет. Гусеница тёмно-зелёного цвета с белой боковой линией. Среди гусениц первых возрастов развит каннибализм. Куколка зелёного цвета с тремя тонкими красными полосками.